# Samoana thurstoni
Samoana thurstoni es una especie de molusco gasterópodo de la familia Partulidae en el orden de los Stylommatophora.

## Distribución geográfica
Es  endémica de la Samoa Americana. 

## Estado de conservación
Se encuentra amenazada de extinción por la pérdida de su hábitat natural.